# Demonax decorus
Demonax decorus är en skalbaggsart som beskrevs av Charles Joseph Gahan 1906. Demonax decorus ingår i släktet Demonax och familjen långhorningar. Inga underarter finns listade i Catalogue of Life.